# تورا-سان دلباخته است
تورا-سان دلباخته است (انگلیسی: Tora-san's Lovesick) یک فیلم کمدی ژاپنی محصول ۱۹۷۴ به کارگردانی یوجی یامادا است. این فیلم سیزدهمین فیلم از مجموعه محبوب و طولانی‌مدت اوتوکو وا تسورای یو است.

## خلاصه
تورا سان به خانه برمی گردد و خانواده اش را از قصد خود برای ازدواج مطلع می‌کند. این نقشه‌ها با ظاهر شدن دوباره همسر گمشده این زن نقش بر آب می‌شود. بعداً، تورا سان با «اوتاکو» که در قسمت خانه قدیمی تورا-سان (۱۹۷۲) با او آشنا شده بود، دوباره دیدار می‌کند. اوتاکو شوهرش فوت کرده‌است و او از روی تعهد با والدین شوهرش درگذشته اش که رفتار مهربانی با او ندارند، زندگی می‌کند. تورا سان او را متقاعد می‌کند که به توکیو بیاید و در آنجا با پدرش که یک نویسنده است، دیدار می‌کند. نیات عاشقانه توراسان با اوتاکو زمانی که او تصمیم می‌گیرد زندگی خود را وقف آموزش کودکان کم توان ذهنی کند به نتیجه نمی‌رسد.

## ارزیابی انتقادی
استوارت گالبریث چهارم می‌نویسد که تورا-سان دلباخته است یکی دیگر از آثار خوب در این سریال استثنایی است، که او آن را «یکی از گنجینه‌های کشف نشده سینمای ژاپن» می‌نامد. او قضاوت می‌کند که رابطه آشفته بین اوتاکو و پدرش یکی از نکات برجسته فیلم است. به گفته گالبریت، سیجی میاگوچی - که نقش کیوزو، متخصص مبارزه با شمشیر در هفت سامورایی را بازی کرد، عملکرد ظریفی را ارائه می‌دهد و پدر را به عنوان شخصی «رعب‌آور و در عین حال به وضوح خوش نیت» به تصویر می‌کشد. سایت آلمانی زبان molodezhnaja به «تورا-سان دلباخته است» سه و نیم ستاره از پنج ستاره می‌دهد.